# Ammophila philomela
Ammophila philomela là một loài côn trùng cánh màng trong họ Sphecidae, thuộc chi Ammophila. Loài này được Nurse miêu tả khoa học đầu tiên năm 1903.